# 冈纬路教堂
冈纬路教堂是中国天津市河北区的一所基督教新教教堂，位于河北区崗緯路27号，毗邻天津中山公園，隶属于原天津基督教公理会众议会（教区）和华北基督联合会，属美国公理会教堂，曾是美国公理会在天津的中心教堂，也是天津中华基督教公理会的中心教堂。该建筑目前为天津市文物保护单位和一般保护等级历史风貌建筑。

## 背景
1860年，美国牧师柏亨利来到天津，先在天津老城东门外天后宫创立教会。1862年，他将教会迁至仓门口并成立小书房。1867年，他又将教会迁至紫竹林。1906年，美国公理会牧师山嘉利为了传教工作的需要，将教会及所属男女书房迁址新购置的西沽龙王庙。并将紫竹林房地产出售给天津法租界的法国工部局，并用所得的款项在现红桥区西沽地区扩充教会和学校。1910年，教会将男女书房更名为究真、仰山学校。此后，美国公理会的活动中心转移到西沽。但后来教会因西沽偏僻，于1917年在现河北区冈纬路6号购买地基，建立教堂。

## 历史

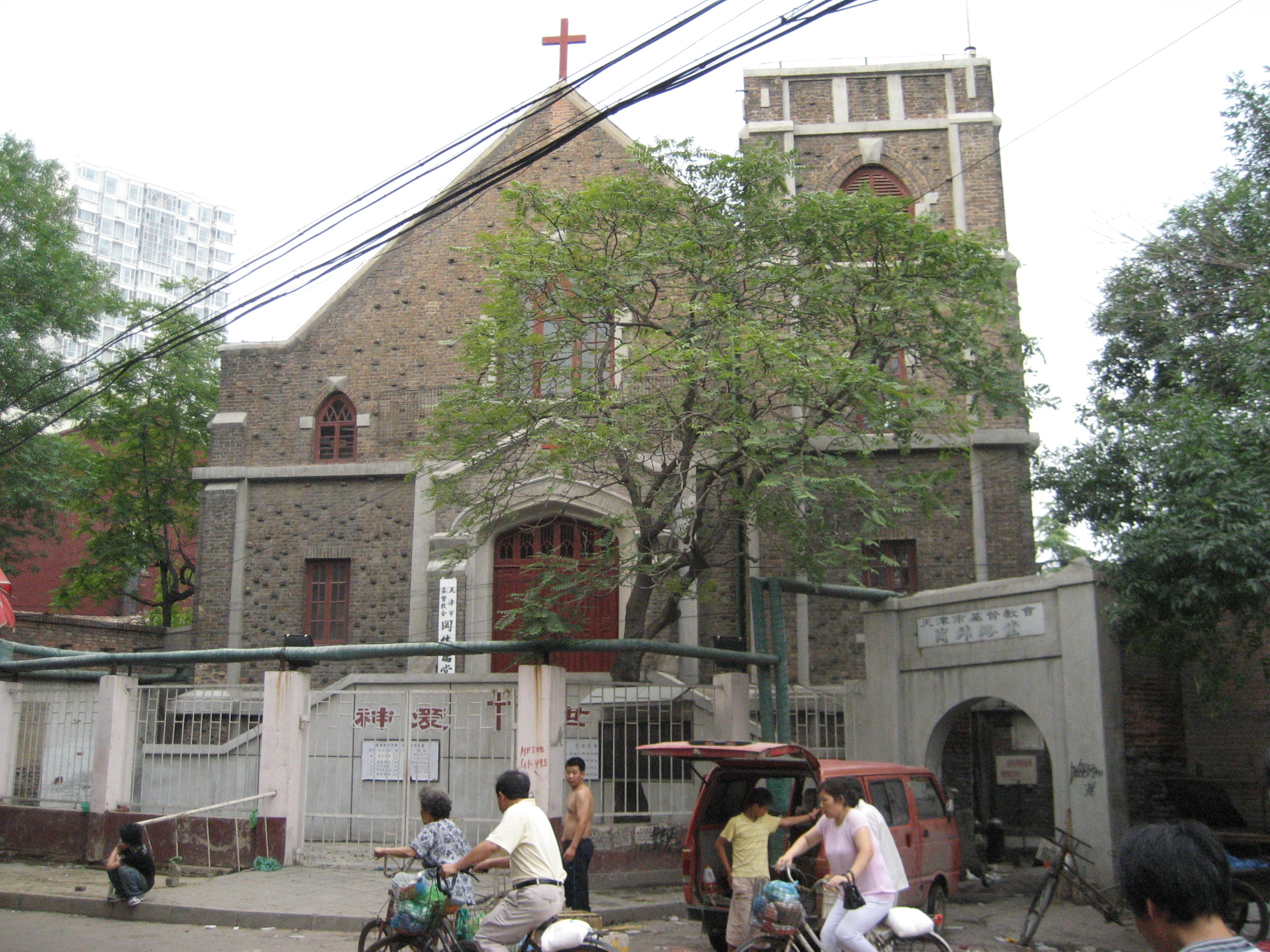
冈纬路教堂正面

- 1917年，在新兴的商业区大经路（中山路）、黄纬路和昆纬路一带购买地基，建立了冈纬路教堂，初建时占地3.9亩，除教堂外，还建有牧师住宅等。
- 1926年，公理会创办的究真女校和仰山男校迁至河北昆纬路，使得冈纬路教堂成为公理会的活动中心。
- 1931年，教会又购买冈纬路15号，兴建礼拜堂与平房。
- 1935年，由冈纬路6号迁至现址。建筑有教堂一座，牧师住宅75间，瓦房33间。
- 1937年，日军侵入天津，外籍牧师离去，魏振玉牧师调到北京，由霍培修牧师接任。
- 1949年，霍培修为教堂主任牧师，执事会主席为舒炳震，二十世纪四十年代有信徒120人，五十年代初有信徒50余人。
- 1958年，天津教会实行联合礼拜，冈纬路堂成为当时四座教会之一。
- 1966年，文化大革命中，教会被迫停止活动，教堂受到损坏，被街办工厂占用。
- 1976年，唐山大地震中，该建筑受到影响，塔楼受损，尖顶震毁。
- 1991年，教堂被收回修复，教堂局部以圈梁加固，尖顶未再恢复。
- 1993年，冈纬路教堂经过再次修缮，举行复堂典礼，并于当年圣诞节恢复聚会。
- 目前，冈纬路教堂位于河北区的居民区和菜市场之间，其地基略高。冈纬路教堂现有固定教徒300人左右，现任主任牧师为陈思竹。[需要較佳来源]

## 建筑特点

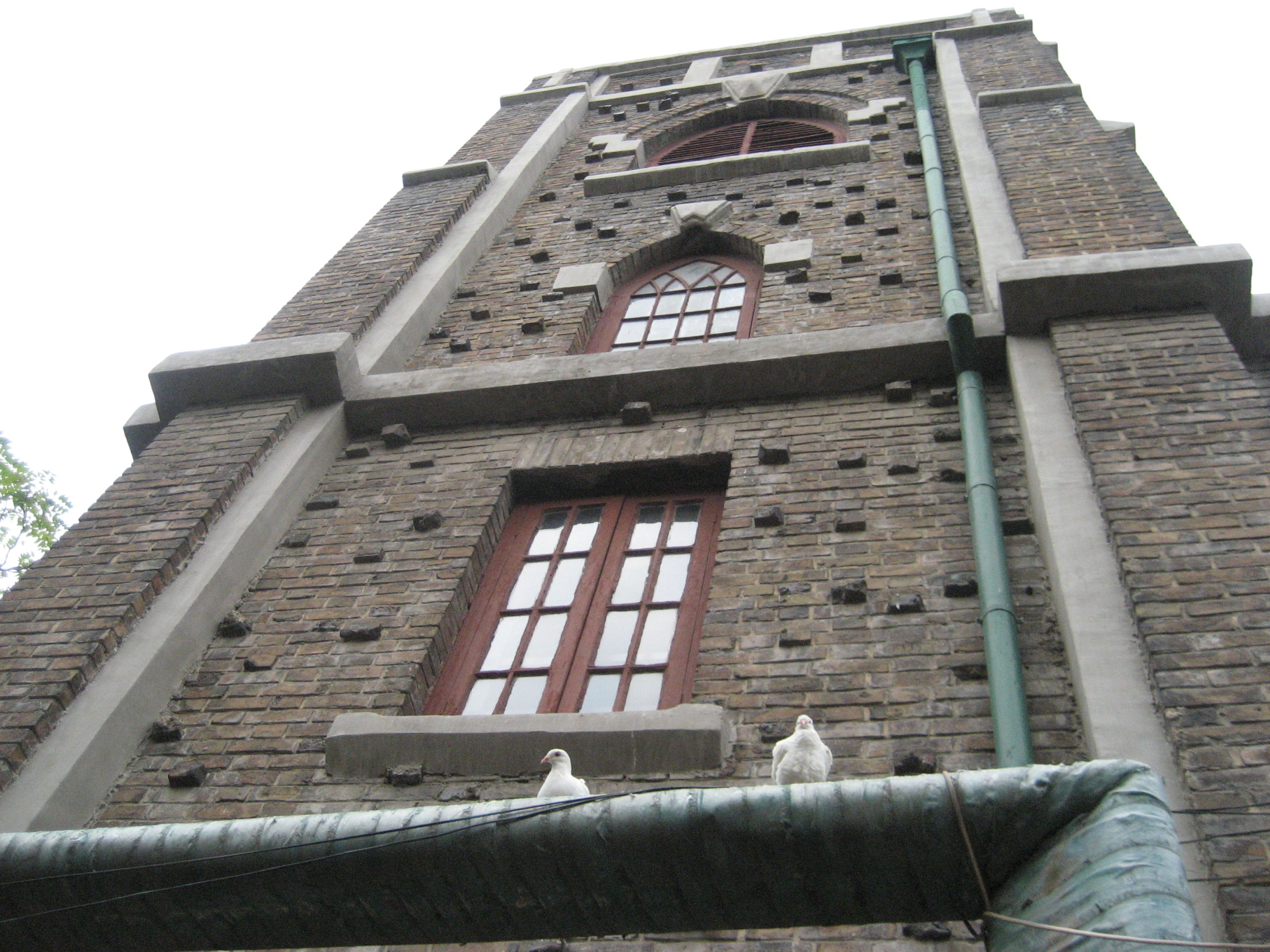
天津崗緯路堂口外沿

岗纬路基督教堂占地面积325.2平方米，建筑面积643.34平方米。砖木结构，三层带半地下室。坐北朝南，呈长方形，长约25米，宽约13米，由礼拜堂、圣堂和钟楼组成。墙体皆由窖口砖砌筑，表面均匀做“疙瘩”装饰，顶两坡式，门窗为实拱拳状。礼拜堂为两坡屋顶，外檐为琉缸砖清水墙，外檐有尖拱、圆拱、方形等多种外窗。正面顶上竖一枚巨型十字架。冈纬路教堂位于河北区冈纬路27号，为一般保护等级历史风貌建筑。

## 教务活动
在教务活动方面，岗纬路基督教堂曾设有执事会，每两周一次，还有晨更会、查经会和主日学。此外，岗纬路基督教堂还有妇女会，儿童补习班和青年学习生产班等活动。